# North Side (Anguilla)
Pour les articles homonymes, voir North Side.
North Side est un district d'Anguilla. Sa population selon le recensement de 2011 était de 1 980 habitants.

## Démographie
Évolution de la population, :
| 1974 | 1984 | 1992 | 2001  | 2011  |
| ---- | ---- | ---- | ----- | ----- |
| -    | -    | 667  | 1 195 | 1 980 |